# Sinjar
Sinjar, também conhecida como Shingal, (em árabe: سنجار, Sinjar; em sorâni:  شەنگال, Şengal; em siríaco: ܫܝܓܳܪ, Shiggor) é uma cidade do distrito de Sinjar, na província de Ninawa, no  norte do Iraque, perto das Montanhas Sinjar, perto da fronteira com o Curdistão sírio, que os curdos chamam Rojava. Sua população em 2013 era estimada em 88.023 pessoas. A cidade é habitada principalmente por yazidis, além de minorias de árabes e assírios. A cidade era uma famosa diocese da Igreja Assíria do Oriente no século VIII.

## História
Em 2007, várias explosões desencadeada pela al-Qaeda no Iraque mataram centenas de yazidis em Sinjar.
Em agosto de 2014, o cerco do Monte Sinjar foi travada entre os militantes sunitas do auto-proclamado Estado Islâmico (EI) e os soldados peshmergas curdos. A derrota dos peshmergas levou a um êxodo em massa dos moradores, especialmente os da comunidade yazidi, considerados pelo Estado Islâmico como "adoradores do diabo". O The New York Times informou que o "EI executou dezenas de homens iázides e manteve as esposas dos homens mortos [vivas] para os combatentes jihadistas solteiros."

Na noite de 20 de dezembro de 2014, forças curdas entraram na cidade de Sinjar, perto do final de uma maciça ofensiva. No entanto, o avanço curdo foi paralisado pela resistência feroz dos militantes do EI dentro da metade sul da cidade. Finalmente, em meados de novembro de 2015, as tropas curdas da Peshmerga retomaram a cidade e expulsaram o militantes do Estado Isâmico da região.

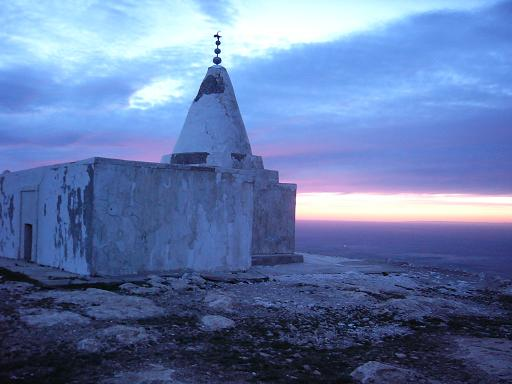
Templo yazidi no topo das Montanhas Sinjar.